# Meir Dagan
Meir Dagan (în ebraică מאיר דגן; n. 30 ianuarie 1945, Herson, RSS Ucraineană, URSS – d. 17 martie 2016, Tel Aviv, Israel) a fost un militar israelian originar din Rusia, a fost general maior în rezervă, comandant al Mosad-ului între anii 2002-2011. 

## Familia și copilăria
Meir Dagan s-a născut sub numele de Meir Huberman la Herson, în Rusia, in familia unor evrei, supraviețuitori ai Holocaustului. Bunicul său din partea mamei, Ber Ehrlich Sloshny, evreu religios, a fost împușcat de naziști în localitatea Lukow din Polonia. Există două fotografii cunoscute în lume de multă vreme, în care el apare, învelit în șalul de rugăciune talit, în genunchi, cu mâinile ridicate, în fața ucigașilor, înainte de a fi omorât.. Ele au fost publicate și în ziarul israelian Yediot Aharonot în anul 2009.
Meir Dagan a emigrat cu părinții săi in Israel în anul 1950 și a copilărit la Bat Yam.

## Începutul carierei militare
In anul 1963 s-a înrolat în armată, a început serviciul militar fiind candidat pentru unitățile de comando, dar nefiind selectat într una din etapele instrucției necesare, s-a oferit voluntar pentru brigada de parașutiști. În cele din urmă a reușit să treacă cu bine toate etapele instrucției pentru unitățile de comando de parașutisti și cursul de ofițer de infanterie din cadrul brigăzii de parașutiști. În timpul Războiului de Șase Zile din 1967  a comandat un batalion de parașutiști în luptele din Sinai, apoi a participat la cucerirea platoului Golan. 

## Unitatea Rimon și Războiul de Yom Kipur
În anul 1970 generalul Ariel Sharon, șeful comandamentului de sud al armatei, l-a însărcinat cu înființarea unității Rimon, însărcinată cu combaterea organizațiilor de teroare și gherilă arabe palestinene din Fâșia Gaza. Această unitate a servit model pentru viitoarele unități de „mistarabim” (camuflate ca arabi) Duvdevan și Yamas înființate mai târziu. În anul 1971 i s-a conferit medalia israeliană pentru curaj, în urma unui fapt de armă în care a reușit în luptă corp la corp cu un combatant palestinian numit Abu Nimr, să-l împiedice pe acesta să arunce o grenadă asupra unui grup de militari israelieni pe care îi conducea pe drumul dintre tabăra de refugiați Jebalia și orașul Gaza.
În Războiul de Iom Kipur din octombrie 1973 a luptat pe frontul egiptean într-o unitate specială de patrulaj din cadrul diviziei 143, sub comanda loc.col. Dani Rahav Wolf, fost comandant al comandoului Shaked cu care a colaborat în trecut în combaterea OLP și altor organizații teroriste palestinene în Fâșia Gaza.

## În posturi de răspundere în cadrul armatei
În anul 1980 a devenit comandantul forțelor israeliene care acționau contra atacurilor OLP în sudul Libanului. În războiul din Liban din 1982 Meir Dagan a comandat brigada 188 „Barak”, apoi a devenit comandantul unității de legătură din Liban, în care calitate s-a ocupat în de-aproape cu activități de informații. Ulterior a fost numit comandant al unității de forțe coordonate Utzvat Gaash, cunoscută și ca divizia 36. În 1991 Dagan a devenit consilierul Șefului statului major al armatei în problemele combaterii terorismului, iar în anul 1992 comandantul serviciului operativ al armatei, cu gradul de general de brigadă. In 1993 a fost ridicat la rangul de general maior si numit asistent al comandantului Serviciului de informații al armatei.
În cursul serviciului său militar Meir Dagan a fost rănit de două ori. El a urmat studii de științe politice la Universitatea din Haifa.
În anul 1995 el a ieșit în rezervă și a făcut o excursie cu jeepuri în Asia centrală, împreună cu generalii în rezervă Yossi Ben Hanan și Avigdor Ben Gal.
In anul 1996 Dagan a fost rechemat în serviciul public, când primul ministru Shimon Peres l-a cooptat în „statul major de luptă contra terorismului”, ca adjunct al lui Ami Ayalon.  Dupa ce acesta din urmă a fost numit în fruntea Serviciului de Securitate Generală (Shabak sau Shin Beit), Dagan a devenit conducătorul statului major de lupta contra terorismului. La sfârșitul anilor 1990 Meir Dagan a fost recooptat în Statul major al armatei în funcția de comandant al serviciului de operații (a doua oară) și consilier special al Șefului statului major.
Ieșit din nou în rezervă, Dagan și-a exprimat opoziția față de eventualitatea unei retrageri din podișul Golan și a aderat la partidul de centru-dreapta Likud. La alegerile personale pentru funcția de prim ministru din anul 2001, împreună cu deputatul Uzi Landau a condus campania electorală a lui Ariel Sharon, care a fost ales în locul lui Ehud Barak ca prim ministru al Israelului. Sharon l-a numit apoi șef al departamentului din Oficiul Primului Ministru, răspunzător cu lupta contra mijloacelor de finanțare a organizațiilor teroriste arabe.

## Director al Mosadului
La 10 septembrie 2002 Ariel Sharon l-a numit pe Meir Dagan director al Serviciului de Informații și Misiuni speciale cunoscut pe scurt sub numele de Mosad. în locul lui Efraim Halevi. El a fost apoi reconfirmat în această funcție de două ori și a încheiat-o în anul 2011.
În cursul aflării la cârma Mosadului, el și-a câștigat aprecieri în Israel și din partea unor factori internaționali, inclusiv din lumea arabă. În aceasta perioadă s-au atribuit Mossadului eliminarea unor însemnați conducători de organizații de teroare, ca de pildă Imad Murniye, comandantul „militar” al Partidului lui Allah - Hezbollah din Liban, într-un atentat la Damasc, Mahmud al Mabhuh, din conducerea organizației palestinene islamiste Hamas într-un atentat la Abu Dhabi și punerea unor obstacole în calea programului nuclear al regimului lui Bashar al-Assad din Siria și al ayatollahilor din Iran. La 6 ianuarie 2011 Dagan și-a încheiat misiunea ca director al Mossadului. În ultimii ani a criticat politica premierului Netanyahu, de pildă în legatură cu negocierile dintre puteri și Iran. La 25 mai 2011 a fost numit președinte al companiei Gulliver Energy care se ocupă cu prospecțiuni de gaze naturale și petrol în Marea Mediterană. În viața particulară Meir Dagan a fost vegetarian și pictor amator. În anul 2012 a suferit un transplant de ficat în Belarus. Meir Dagan a murit in anul 2016 în urma unui cancer.

## Premii și distincții
- 1970 - Medalia pentru curaj
- 2011 - Premiul Haim Herzog pentru contribuții deosebite aduse Statului Israel
- 2011 - Premiul Moscovitz pentru sionism